# Sala Ulster
La Sala Ulster (en inglés: Ulster Hall) es una sala de conciertos y un edificio catalogado con el grado B1 en la ciudad de Belfast, en Irlanda del Norte, Reino Unido. Situado en la calle Bedford, en el centro de Belfast, en el salón se celebran conciertos, recitales clásicos, ferias artesanales y conferencias de los partidos políticos. A pesar de la apertura de algunas salas de conciertos más grandes en la ciudad, como el Waterfront Hall y el Odyssey, el Ulster Hall ha seguido siendo un lugar muy popular, y se le considera como un espacio que destaca mucho más que los lugares más nuevos. 